# Mouvement Nation
Mouvement Nation o Nation (en lengua francesa, traducible al español como "Movimiento Nación") es un partido político de la zona francófona de Bélgica (Región Valona) con presencia institucional. Fue fundado en 1991 por Hervé Van Laethem, que fue su secretario general hasta 2006. Reagrupa al Front national ("Frente nacional") y a sus escisiones. Pretende la construcción de un movimiento unido y de una organización política creíble y eficaz. Su orientación política es calificada de nacionalismo revolucionario, identitario o de extrema derecha.
Recientemente, han manifestado de forma oficial en su web el apoyo al nuevo movimiento español Soberanía y Libertad.